# Salvatore Accardo
Salvatore Accardo (ur. 26 września 1941 w Turynie) – włoski wirtuoz skrzypiec i dyrygent. Specjalizuje się w interpretacji utworów Jana Sebastiana Bacha, Niccolò Paganiniego i Vivaldiego.
Debiutował w wieku 13 lat, wykonując kaprysy Paganiniego. W 1956 ukończył konserwatorium w Neapolu w klasie skrzypiec. W 1958 zdobył I nagrodę na Międzynarodowym Konkursie Skrzypcowym im. N. Paganiniego w Genui. Wydano kilkadziesiąt płyt z jego interpretacjami utworów muzyki poważnej. Gra na skrzypcach Guarnerius Il Cannone, wykonanych przez Giuseppe Guarneriego.
Accardo był nauczycielem Mariusza Patyry.
Dwukrotnie odznaczony Orderem Zasługi Republiki Włoskiej (Wielki Oficer, 1965; Kawaler Krzyża Wielkiego, 1982). W 1999 został odznaczony monakijskim Orderem Zasługi Kulturalnej.